# Apologia d'un matemàtic
Apologia d'un matemàtic és la traducció de A Matematician's Apologie, un assaig escrit el 1940 pel matemàtic britànic G. H. Hardy. Tracta l'estètica de la matemàtica amb una mica de contingut personal, i permet que el públic arribi a comprendre la ment d'un matemàtic.
Hi va haver dues raons que van empènyer Hardy a justificar la seva vida dedicada a les matemàtiques:
- Amb 62 anys, Hardy sabia que estava envellint i trobava més difícil de treballar en matemàtiques. El fet de dedicar temps a escriure l'assaig era una acceptació per part d'Hardy que la seva època com a matemàtic creatiu havia acabat. Creia que les matemàtiques s'havien d'investigar per l'interès. La funció d'un matemàtic és fer quelcom, demostrar nous teoremes… i no parlar del que ell o altres matemàtics han fet. És una experiència malenconiosa quan un matemàtic professional es dedica a escriure sobre la matemàtica. Josep Pla i Carrera assenyala a la introducció de l'edició en català que «...el text de Hardy és un text de comiat. Sent que la seva vida —la "intel·lectual", que és la que, per a ell, compta—, ha arribat al final i vol deixar un testament.»[1]

- Amb el començament de la Segona Guerra Mundial, Hardy, un pacifista, va voler justificar la seva creença que la matemàtica havia de ser abraçada pel seu propi valor, en comptes de pel valor de les seves aplicacions. L'acte de dedicar-se a les matemàtiques per la seva puresa, per la seva perfecció interna i per la claredat dels seus conceptes subjacents. Hardy volia escriure un llibre on pogués explicar la seva filosofia matemàtica a la generació següent de matemàtics.

## Traducció al català
La traducció al català, editada conjuntament per Obrador Edèndum i la Universitat Rovira i Virgili, s'acompanya de tres textos més: Introducció a l'Apologia de G.H. Hardy a càrrec de Josep Pla i Carrera, la Semblança de G.H. Hardy, a càrrec de Charles Percy Snow, amic íntim de Hardy i la traducció de la conferència que John von Neumann va pronunciar a la Universitat de Princeton el juny de 1954: El paper de la matemàtica en les ciències i la societat.